# Prélude à la ruine
Prélude à la ruine is het derde studioalbum van Nemo. Het album is in 12 dagen tijd opgenomen in juli 2004, op 31 juli was het album afgemixt. Van het album verscheen Eve op single.

## Musici
- Guillaume Fontaine – toetsinstrumenten, zang
- Benoit Gaignon – basgitaar
- Jean Baptiste Itier – slagwerk, zang
- Jean Pierre Louveton –gitaar, banjo, zang

Met
- Pascal Bertrand – marimba
- Joanna Sobczak – viool

## Muziek
| Nr. | Titel                                                                              | subtitels                                         | Duur  |
| --- | ---------------------------------------------------------------------------------- | ------------------------------------------------- | ----- |
| 1.  | Les temps modernes (tekst: Louveton, muziek: Nemo)                                 |                                                   | 7:58  |
| 2.  | 1914 (muziek: Nemo)                                                                |                                                   | 7:40  |
| 3.  | OGRE (ou la guerre reveille l’économique) (tekst: Louveton, muziek: Louveton/Nemo) |                                                   | 5:46  |
| 4.  | Prélude à la ruine (Muziek: Louveton, Nemo)                                        |                                                   | 1:24  |
| 5.  | Les yeux fermés (le retour de l’ogre) (tekst: Louveton, muziek: Nemo)              |                                                   | 6:29  |
| 6.  | Eve et le génie du mal (tekst: Louveton, muziek: Louveton, Nemo)                   |                                                   | 4:35  |
| 7.  | Tous les chemins (tekst: Louveton, muziek: Nemo)                                   |                                                   | 9:04  |
| 8.  | Cluster 84 (tekst: Louveton, muziek: Nemo)                                         |                                                   | 5:18  |
| 9.  | Le monde a l’envers (tekst: Louveton, Fontaine, muziek: Nemo)                      | 1.Une dernière valse 2.Du mauvais cote 3.Epitaphe | 13:34 |